# Peter Kobelt
Peter Kobelt (17 de noviembre de 1990) es un tenista profesional de Estados Unidos, nacido en la ciudad de Cincinnati.

## Carrera
Su mejor ranking individual es el Nº 352 alcanzado el 29 de febrero de 2016, mientras que en dobles logró la posición 378 el 3 de noviembre de 2014.
No ha logrado hasta el momento títulos de la categoría ATP ni de la ATP Challenger Tour.